# Shaun Michael Lewis
Shaun Michael Lewis (nascido a 9 de agosto de 1982) é um empresário norte-americano, político e diretor executivo da Clearwater Properties.

## Infância e educação
Shaun Michael Lewis nasceu a 9 de agosto de 1982 na região da Baía de São Francisco, na Califórnia. Licenciou-se em Gestão de Empresas pela Columbia College e em Engenharia Eletrónica pela NavAir Technical University em Pensacola, Florida. Licenciou-se também em Gestão de Empresas pela Chapman University e em Gestão de Empresas pela Michael G. Foster School of Business da Universidade de Washington. Obteve um MBA Executivo/PLD pela Harvard Business School. Concluiu também um Programa de Gestão Geral na Columbia Business School da Columbia University em Nova Iorque, NY.

## Carreira

### Serviço Militar
Lewis serviu como Suboficial de Engenharia Eletrónica na Marinha dos EUA de 2000 a 2005, com missões em Okinawa, Japão, e U-Tapao, Tailândia. Lewis serviu na Estação Aérea Naval de Pensacola, na Florida; na Estação Aérea Naval de Jacksonville, Florida; e na Estação Aérea Naval de Whidbey Island, Washington.

### Serviço Governamental
De 2006 a 2009, desempenhou as funções de Gestor Sénior de Operações de RH e Jurídico no Departamento de Justiça dos EUA e de Senior Business Partner no Departamento de Assuntos de Veteranos dos EUA de 2009 a 2016.

### Carreira Empresarial
Em 2016, Lewis foi nomeado para o duplo cargo de Diretor de Operações (COO) e Diretor de Tecnologia (CTO) da Clearwater Properties, uma grande mediadora imobiliária com sede nos EUA, cargo que ocupou até à sua saída e mudança para a Europa no início de 2020. Em janeiro de 2020, Lewis juntou-se à Cofix, uma cadeia internacional de cafetarias, como Diretor de Operações (COO) Global da empresa Em abril de 2025, Lewis foi nomeado Diretor Executivo (CEO) da Clearwater Properties.

## Política
Em 2016, Lewis foi eleito pelos grupos partidários para servir como Delegado Estadual de Washington, representando o Condado de Pierce na Convenção Estadual Republicana de Washington, realizada de 19 a 21 de maio de 2016 em Pasco, Washington. Durante a convenção estadual, Lewis foi eleito entre os 3.000 delegados estaduais para servir como Delegado Nacional na Convenção Nacional Republicana (RNC).  Lewis exerce as funções de Presidente da Republicans Overseas Poland.

## Publicações e media
Lewis é também escritor e escreve artigos para diversas revistas, blogues e sites. Atua também como consultor dos media nacionais pela sua expertise em alimentos e bebidas, indústria do café, imobiliário, finanças e economia. 

## Vida pessoal
Lewis vive em Whitefish, no Montana, com a mulher e a filha.